# Pamiers
Pamiers è un comune francese di 16 468 abitanti situato nel dipartimento dell'Ariège nella regione dell'Occitania, sede di sottoprefettura. La cittadina possiede due chiese di un certo pregio entrambe trecentesche ed entrambe rifatte nel XVII secolo: Notre-Dame-du-Camp e St-Antonin.

## Storia
Reperti archeologici quali monete o statuette testimoniano per certa l'esistenza di un insediamento romano, ma la facile difendibilità del luogo e il suo essere tappa di commercio fra Atlantico e Mediterraneo fanno supporre che il luogo fosse abitato anche in precedenza.
Nel 506 fu martirizzato ivi Sant'Antonino di Pamiers il cui culto si rinforzerà nei secoli successivi. Per ospitare le reliquie del santo, in epoca altomedioevale venne eretto un santuario, citato in un documento del 961. Nel 987 un altro documento scritto testimonia il trasferimento delle reliquie in una abbazia non lontana, onde metterle al sicuro dalle inondazioni.
La fondazione ufficiale della città avvenne nel 1111, a opera del conte Ruggero II di Foix, col nome di Castrum Appamiae, in memoria degli eventi bellici legati alla Prima Crociata presso la città siriana di Apamea: in tale occasione furono edificati un castello ed una chiesa, Notre-Dame du Mercadal.
A cavallo fra i secoli XII e XIII la città fu roccaforte cattolica in territorio cataro; nel 1295 papa Bonifacio VIII la elevò a sede vescovile. Negli anni successivi,  numerosi ordini monastici (francescani, domenicani, carmelitani, clarisse, agostiniani ed altri) aprirono a Pamiers una propria sede.
Durante il secolo XVI la città fu sconvolta da epidemie di peste prima, e dalle guerre di religione poi, durante le quali numerosi edifici ecclesiastici furono rasi al suolo.
In periodo rivoluzionario la città perse la cattedra vescovile, ritenuta incompatibile con l'accesa passione giacobina dei propri abitanti.
Nel 1817 fu installata a Pamiers un'industria metallurgica, che portò sviluppo ed occupazione.

## Monumenti e luoghi d'interesse
- Cattedrale di Pamiers

## Società

### Evoluzione demografica
Abitanti censiti

## Amministrazione

### Gemellaggi
- Crailsheim
- Terrassa